# یوزف ولک
یوزف ولک (انگلیسی: Josef Völk؛ زادهٔ ۳ december ۱۹۴۸ (۷۶ سال)) ورزشکار هاکی روی یخ اهل آلمان است.
وی در مسابقات کشوری و بین‌المللی در مجموع برندهٔ ۱ مدال برنز شده‌است.